# Apache (videojuego)
Apache es un videojuego lanzado por Digital Integration en 1995 para DOS y Macintosh. El juego es un simulador de combate aéreo del helicóptero americano AH-64D Apache Longbow. Un sucesor, Hind, fue lanzado en 1996.

## Jugabilidad
En modo campaña el jugador puede escoger 3 áreas para entrar durante el servicio. Además, el modo dispone de videos y resúmenes antes de cada misión. El jugador recibe la opción de artillería, y tiene la capacidad de ampliar el mapa de misiones, resultando en una vista satelital del área u objetivo y la información meteorológica.

## Recepción
Apache fue un éxito comercial, con ventas globales que superaron las 200.000 unidades en febrero de 1996. Más de 120.000 de dichas ventas provinieron de Estados Unidos.
Un analista de Next Generation llamó al juego «una simulación asombrosamente realista de una de las aeronaves militares más complejas de todos los tiempos». Elogió la efectividad de los gráficos poligonales, la selección de modos para el juego en línea, el realismo extremo de la simulación de vuelo, y el balance e ingenio de los diseños de los escenarios. Le otorgó cinco de cinco estrellas.
Apache fue nombrado la mejor simulación de 1995 por PC Gamer US y—empatado con Flight Unlimited—Computer Games Strategy Plus. El editor de PC Gamer US escribió: «Con todas sus opciones de dificultad y realismo al máximo, Apache puede ser jugado como una simulación extrema del mejor helicóptero de ataque del mundo, [...] y los pilotos de combate aéreo—o aquellos que simplemente disfruten de un buen matamarcianos—podrán bajar el nivel de dificultad hasta que Apache se juegue como un juego acelerado de acción y arcade».